# Nepenthes hamiguitanensis
Nepenthes hamiguitanensis là một loài nắp ấm thuộc họ Nắp ấm. Đây là loài bản địa ở một đỉnh núi Hamiguitan trên đảo Mindanao của Philippines, nơi nó mọc ở độ cao 1200-1600 mét trên mực nước biển. Từng được cho là một loài lai tự nhiên giữa N. micramphora và N. peltata, loài cây này nay được coi là một loài có thể có nguồn hybridogenic.